# Clean & Clear

Clean & Clear logo

Clean & Clear, je řada dermatologických produktů, které vlastní společnost Johnson & Johnson.
Značka byla původně vyvinuta v roce 1957 americkou společností Revlon jako řada výrobků pro citlivou pokožku pro osobní hygienu. Název "Clean & Clear" je použit na výrobky, které neobsahují žádné vůně a barvy, a nezanechávají žádné zbytky po opláchnutí. Původní linie představoval šampony, kondicionéry a produktů pro péči o pleť obličeje. V roce 1991 Revlon prodal značku "Clean & Clear" společnosti Johnson & Johnson.
Johnson & Johnson se se značkou Clean & Clear na trhu zaměřili především na péči o pleť obličeje a problémy s akné, výrobky jsou podobné jako u jejich další značky Neutrogena, ale levnější. Jejich hlavní činnost je zaměřena na péči o pleť mladých žen, ale rozšířili svou nabídku o produkty na širší škálu podmínek. Nedávno uvedli na trh řadu produktů "SOFT", které jsou zaměřeny na hydrataci obličeje. Clean & Clear je v současné době k dispozici ve 46 zemích.